# 1892 no desporto

## Eventos
- 28 de fevereiro - Steinitz vence Chigorin pela 4ª edição do Campeonato Mundial de Xadrez e mantém o título de campeão mundial.

Fundação do Liverpool Football Club.

## Nascimentos
| Data           | Nome                     | Profissão               | Nacionalidade                    | Observações | Ref   |
| -------------- | ------------------------ | ----------------------- | -------------------------------- | ----------- | ----- |
| 14 de março    | Afrânio Antônio da Costa | atirador esportivo      | Brasil                           | m. 1979     | [ 1 ] |
| 18 de julho    | Arthur Friedenreich      | futebolista             | Brasil                           | m. 1969     | [ 2 ] |
| 31 de outubro  | Alexander Alekhine       | jogador de xadrez       | Rússia (atual) · União Soviética | m. 1946     | [ 3 ] |
| 16 de novembro | Tazio Nuvolari           | piloto de automobilismo | Itália (atual) · Reino da Itália | m. 1953     | [ 4 ] |

## Mortes
| Data | Nome | Profissão | Nacionalidade | Observações | Ref |
| ---- | ---- | --------- | ------------- | ----------- | --- |